# Islamul în România
     <1% (Cehia, Estonia, Finlanda, Ungaria, Islanda, Irlanda, Letonia, Lituania, Republica Moldova, Polonia, Portugalia, România, Slovacia)
     1%-2% (Belarus, Croația, Italia, Malta, Monaco, Ucraina)
     2%-4% (Andorra, Danemarca, Luxemburg, Norvegia, Serbia, Slovenia, Spania)
     4%-5% (Germania, Grecia, Liechtenstein, Elveția, Marea Britanie)
     5%-10% (Austria, Belgia, Franța, Olanda, Suedia, Georgia)
     10%-20% (Bulgaria, Cipru, Muntenegru, Rusia)
     20%-30%
     30%-40% (Macedonia)
     40%-50% (Bosnia și Herțegovina)
     50%-60%
     60%-70%  (Albania)
     70%-80%
     80%-90% (Kosovo)
     90%-95%
     95%-100% (Turcia)

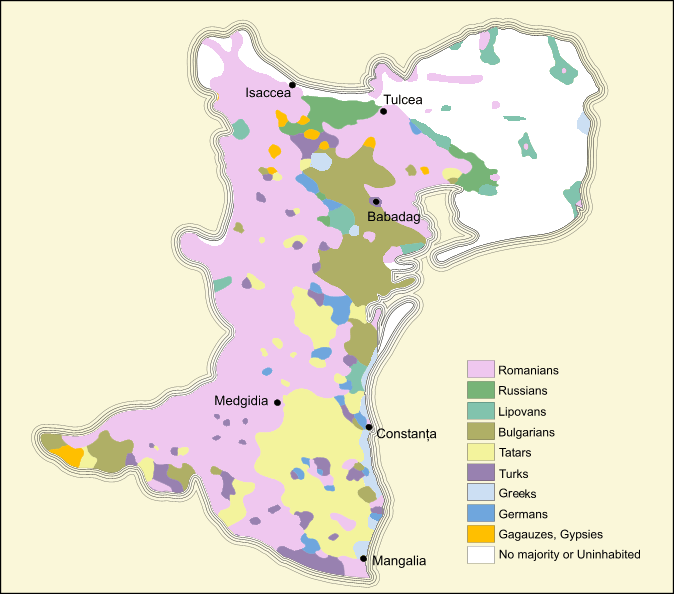
Tătarii (galben) în Dobrogea (1903)

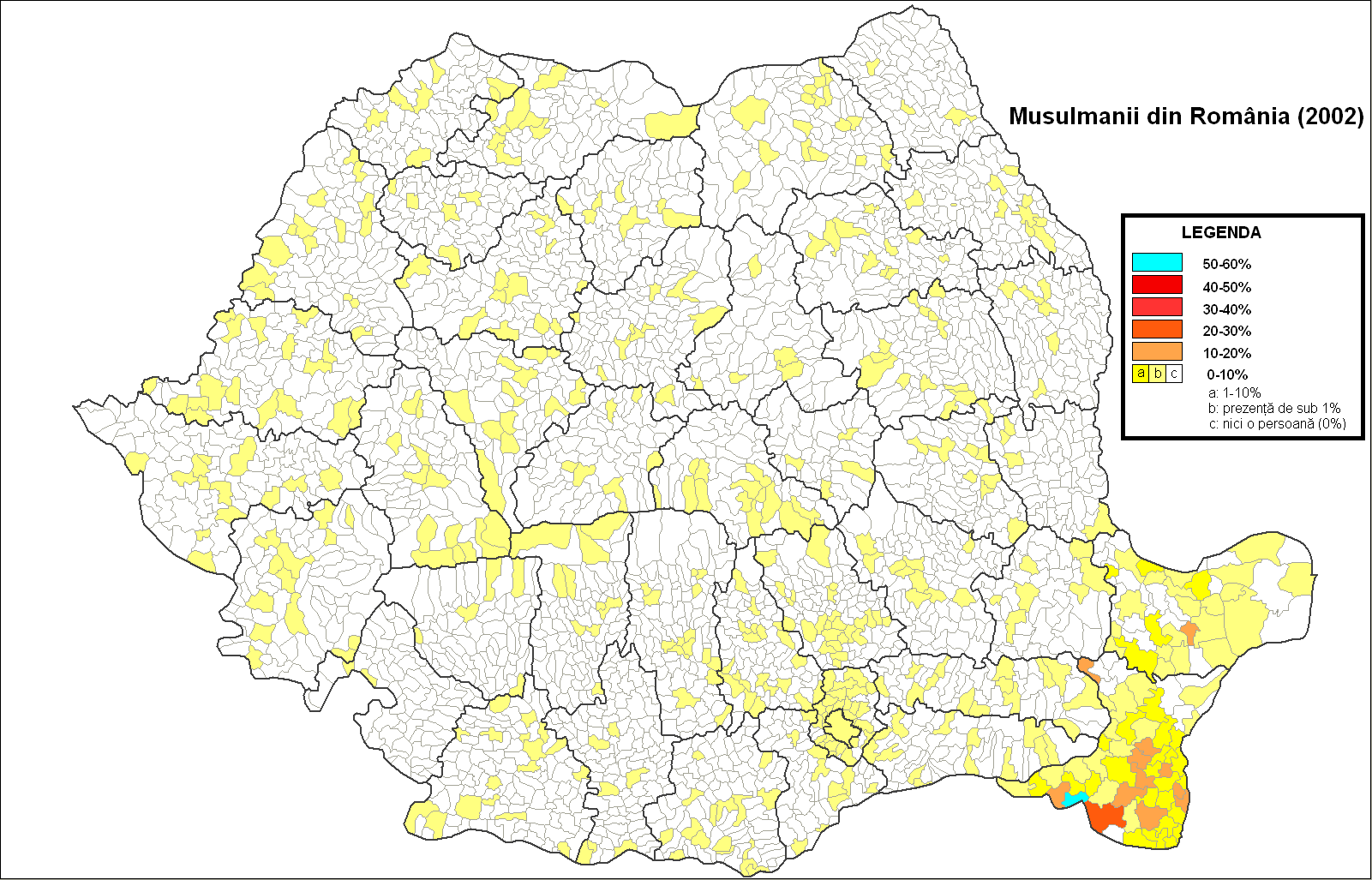
Musulmanii din România (2002)

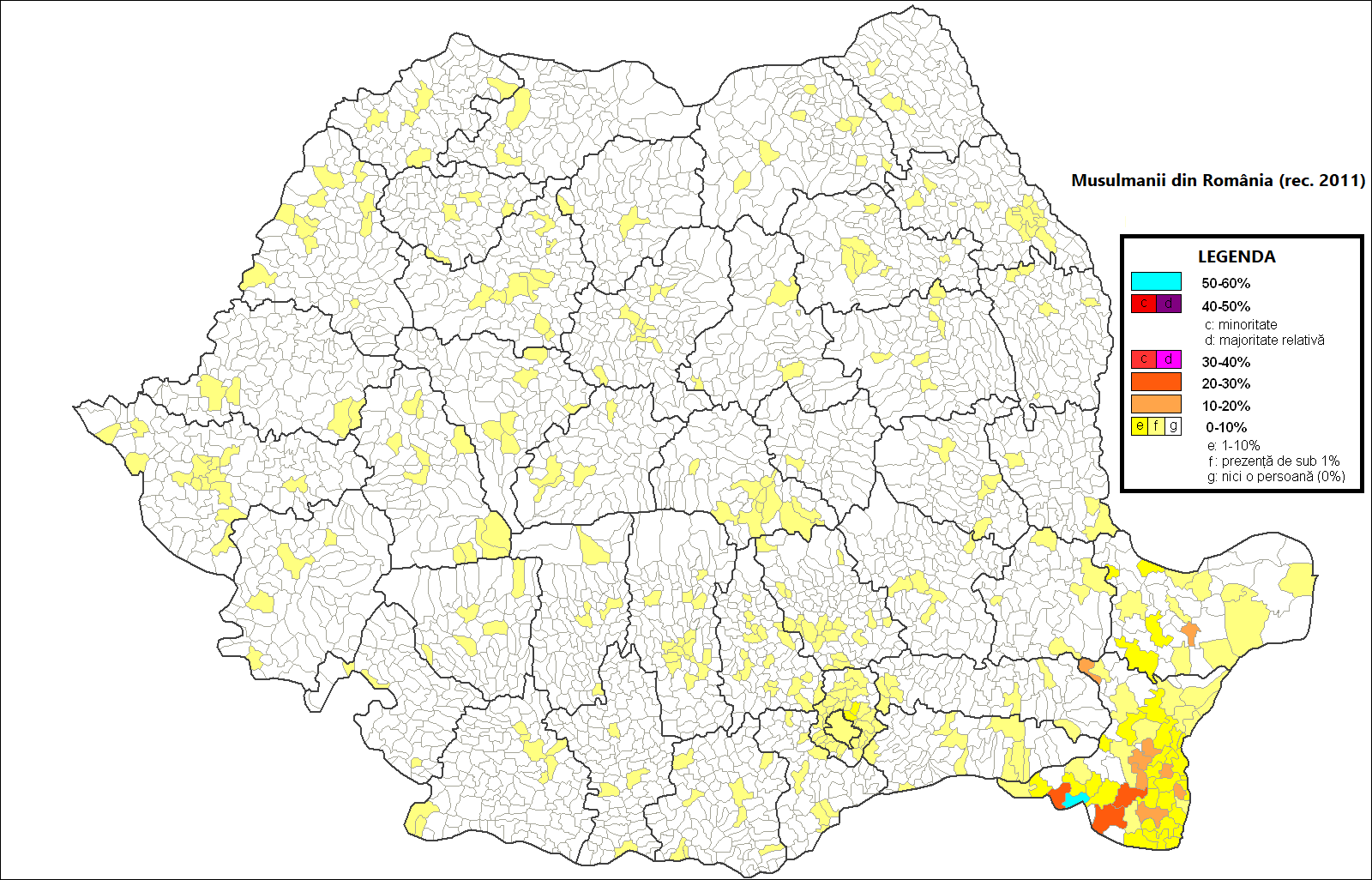
Musulmanii din România (2011)

Conform recensământului din 2021, Islamul este urmat în România de 0,3 % din populația țării. Are o tradiție de circa 800 de ani în Dobrogea, regiune ce a fost provincie otomană aproape cinci secole (cca. 1418-1878).
Cea mai mare parte din cei 58.347 de musulmani declarați din România prin Recensământul Populației și Locuințelor 2021 (România) sunt Sunniți, de orientare Hanafită. Cei mai mulți dintre ei locuiesc în județele Constanța și Tulcea, iar restul în centre urbane ca București, Cluj-Napoca, Iași, Timișoara, Craiova, Brăila, Călărași, Galați, Giurgiu și Drobeta-Turnu Severin. Din punct de vedere etnic, cei mai mulți dintre ei sunt tătari, urmați de turci și de alte comunități mai mici de albanezi și țigani turci musulmani, precum și de grupuri de imigranți din Orientul Mijlociu, Asia Centrală, Subcontinentul Indian și Africa. De asemenea, există și o comunitate de români convertiți la islam. Interesele tuturor sunt reprezentate conform Legii Cultelor de Muftiatul Cultului Musulman din România. Din 2005 muftiul cultului musulman din România este Murat Iusuf. 
Pe lângă musulmanii sunniți, în România există și o minoritate șiită, dar și reprezentanți ai altor mișcări islamice precum Alevi sau Ahmadiyya.
În România există peste 80 de moschei.

## Istorie
Primii musulmani care au apărut pe actualul teritoriu al României au fost dintre pecenegi și cumani. Deși majoritatea lor erau creștini, numărul musulmanilor era totuși considerabil. În jurul anului 1061 exista cam același număr de musulmani printre pecenegi ca și printre cumani. Când, în anul 1171, regii maghiari le-au permis pecenegilor să rămână în Transilvania și alte părți ale regatului, cumanii au venit și ei în aceste regiuni. 

### Dobrogea

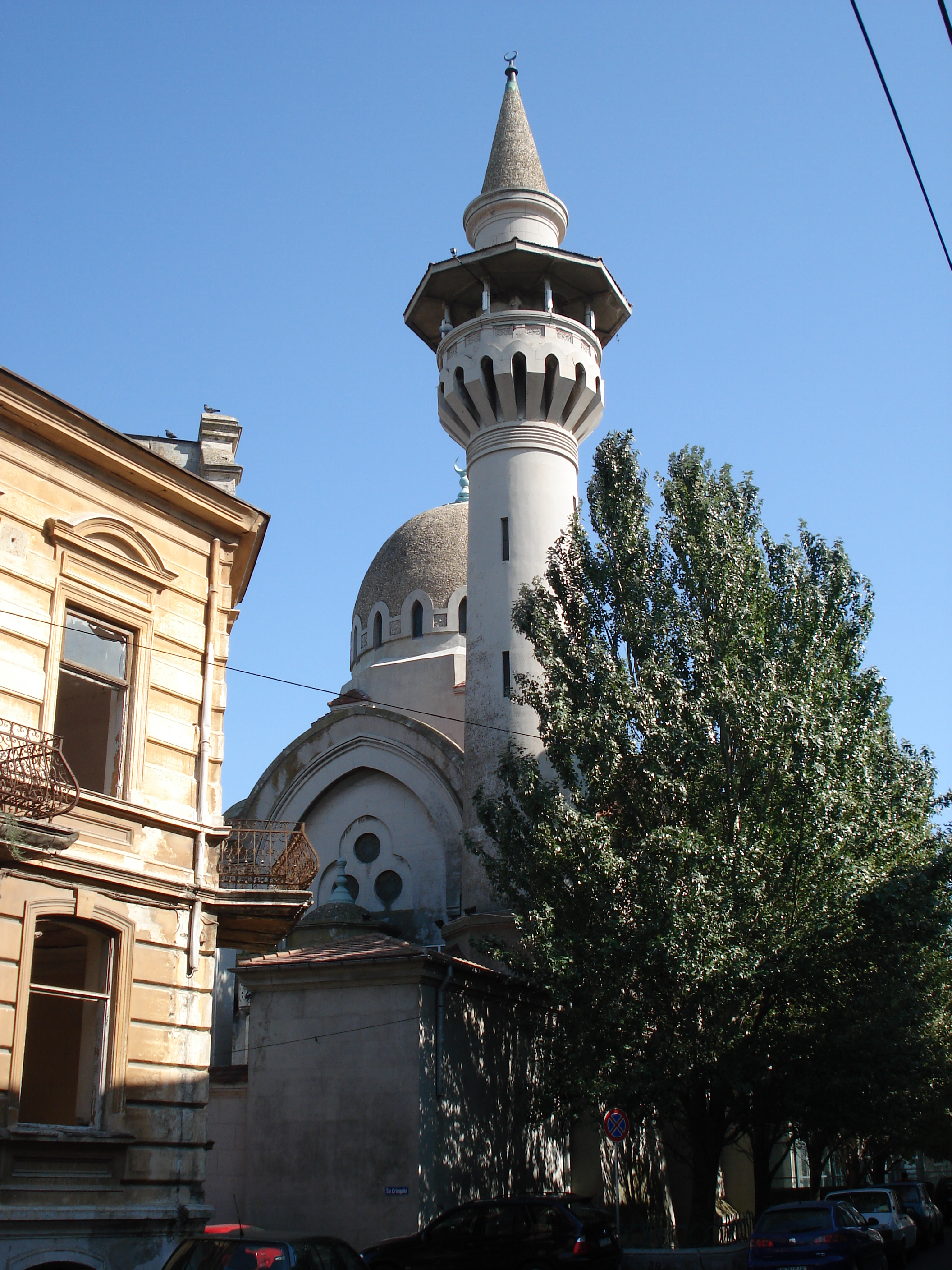
Moscheea Carol I din Constanța.

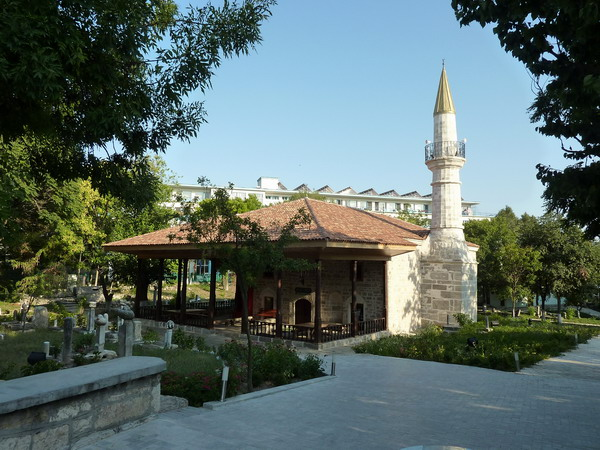
Moscheea Esmahan Sultan din Mangalia.

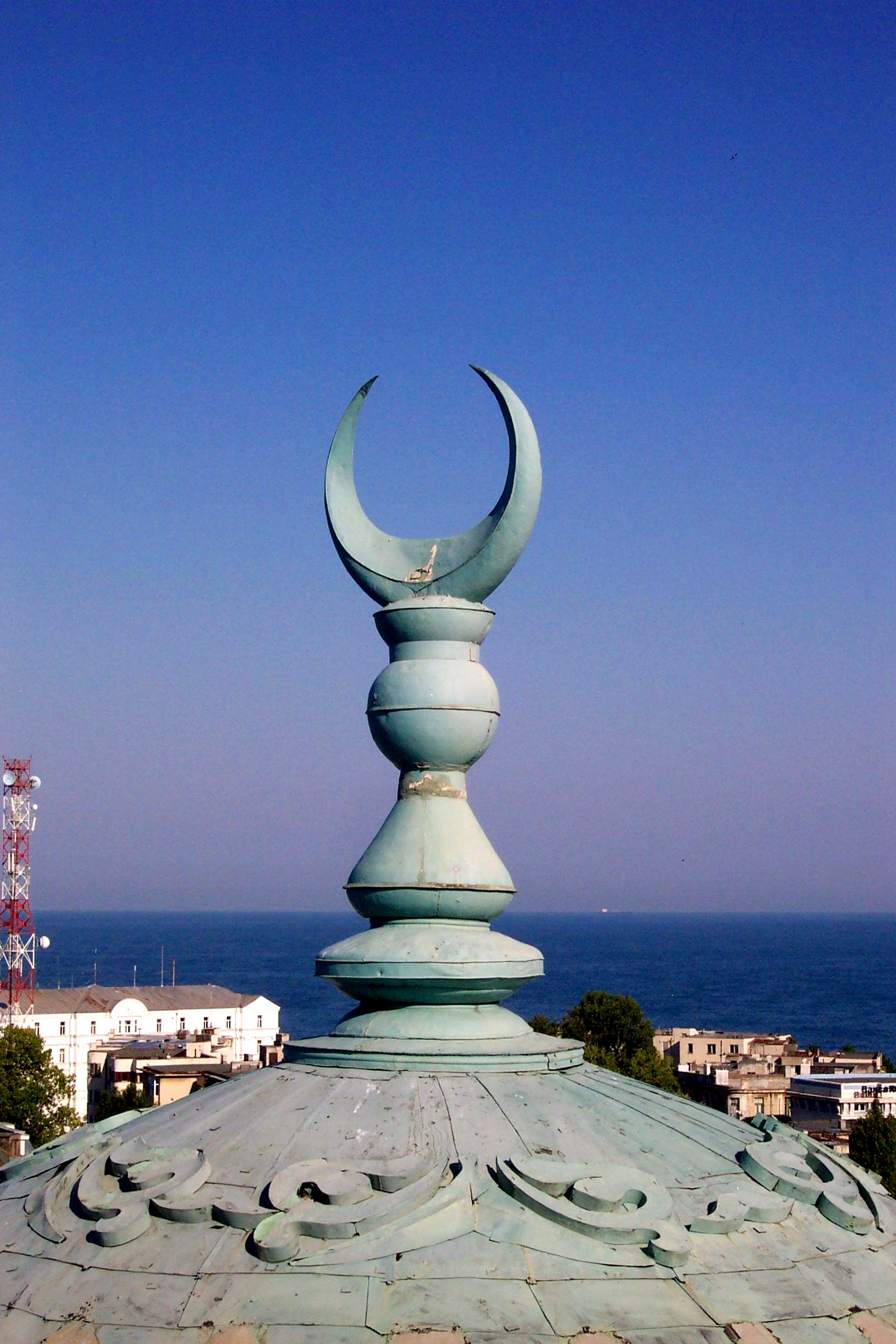
Domul moscheii Carol I din Constanța, cu Semiluna Islamică.

În jurul anului 1263 sosesc în regiune turcii selgiucizi, în frunte cu dervișul Sari Saltuk Baba, de numele căruia se leagă fondarea orașului Babadag. După anul 1420, Dobrogea intră sub stăpânirea Imperiului Otoman. În timpul administrației otomane, se dezvoltă numeroase localități turcești și tătărești și sunt construite zeci de geamii sau moschei. Dintre cele care încă mai dăinuie cea mai veche este Moscheea Esmahan Sultan din Mangalia, datând din jurul anului 1575. O altă moschee importantă este cea a lui Ali Gaza-Pașa din Babadag, datând din perioada anilor 1609-1610.
Prezența tătarilor crimeeni și Nogay (care mai târziu s-au stabilit în Județul Tulcea, mai exact în orașele Isaccea și Babadag) este o tradiție în Dobrogea, unde chiar au fost create două Principate Dunărene. Istoria lor este leagtă de Marea invazie mongolă și de Hoarda de Aur. Convertirea lui Öz Beg Khan (1313-1341), hanul Hoardei de Aur, a dus la intrarea masivă a tătarilor în această religie. Unii s-au stabilit în Dobrogea, mulți chiar înainte de acest moment, întemeiând diferite localități în zonele rurale.
Tătarii din Județul Tulcea au fost alungați de trupele rusești în timpul Războiului Ruso-Turc dintre anii 1877–1878. La ora actuală, majoritatea tătarilor sunt localizați în județul Constanța.
Imediat după război, când Dobrogea a devenit parte a României, guvernul lui Ion Brătianu a fost de acord cu extinderea drepturilor civile și pentru necreștini. La acel moment, cultul islamic dobrogean era organizat, după vechea rânduială otomană, în patru muftiate de orientare hanafită. Din punct de vedere juridic, prin Legea organizării judecătorești din Dobrogea din 1886 era recunoscută existența a două cadiate sau tribunale religioase musulmane la Tulcea și Constanța. Cele două au funcționat până în anul 1935 când atribuțiile lor au fost preluate de tribunalele județene.
La începutul anului 1900 existau circa 260 de moschei în Dobrogea. Numărul lor a tot scăzut, multe intrând în paragină și fiind abandonate după ce comunitatea turcă s-a redus numeric prin migrații către Turcia. După anul 1945 mai erau circa 150 de moschei.
Între anii 1910-1912 este construită la Constanța din ordinul regelui ctitor Carol I o mare moschee. Aceasta este cunoscută sub numele de Moscheea Carol sau Moscheea Regelui. 
În anul 1913, Cadrilaterul intră în componența României. Acest lucru a dus la extinderea comunității musulmane. Existau acum șase cadiate sau tribunale religioase la Constanța, Tulcea, Silistra, Bazargic, Turtucaia și Balcic. În același an a avut loc la Constanța Primul Congres al Musulmanilor din Dobrogea.
În perioada interbelică, cultul islamic s-a reorganizat în două muftiate: cel din Tulcea, respectiv cel din Constanța. Din anul 1943, cele două muftiate s-au unit, rezultând un singur muftiat cu sediul la Constanța. Actualmente, muftiul din Constanța este considerat păstorul spiritual al musulmanilor din România. Muftiul este ales prin vot secret din rândul imamilor. Pe lângă muftiu, cu vot consultativ, funcționează un colegiu sinodal numit Sura Islam, compus din 23 membri, care se întrunește periodic pentru rezolvarea unor probleme administrative și disciplinare ale cultului.
Comunitatea musulmană dobrogeană a suferit represalii culturale din partea regimului comunist, asemenea tuturor comunităților religioase.
În perioada 1880-1967, la Babadag și apoi la Medgidia, a funcționat Seminarul teologic al Cultului Musulman, care, din lipsă de cursanți, și-a suspendat activitatea. Din anul școlar 1993-1994 Seminarul teologic de la Medgidia și-a reluat activitatea, având și o secție pedagogică.
Astăzi, 85% din musulmanii din România locuiesc în Județul Constanța, formând 6% din populația totală a județului, și fiind reprezentați în Parlament de Uniunea Democrată a Tătarilor Turco-Musulmani din România. Orașul Constanța și Dobrogea rămân centrul Islamului românesc.

### Banat

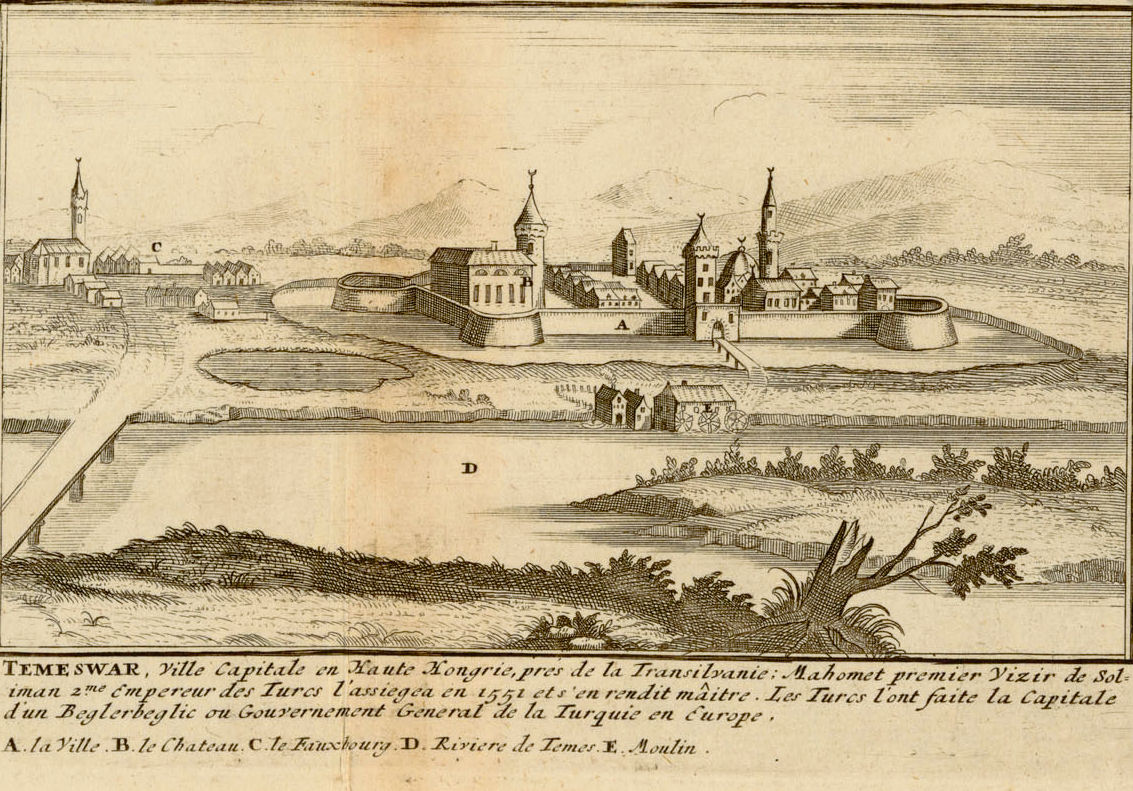
Moschei în Timișoara, 1656.

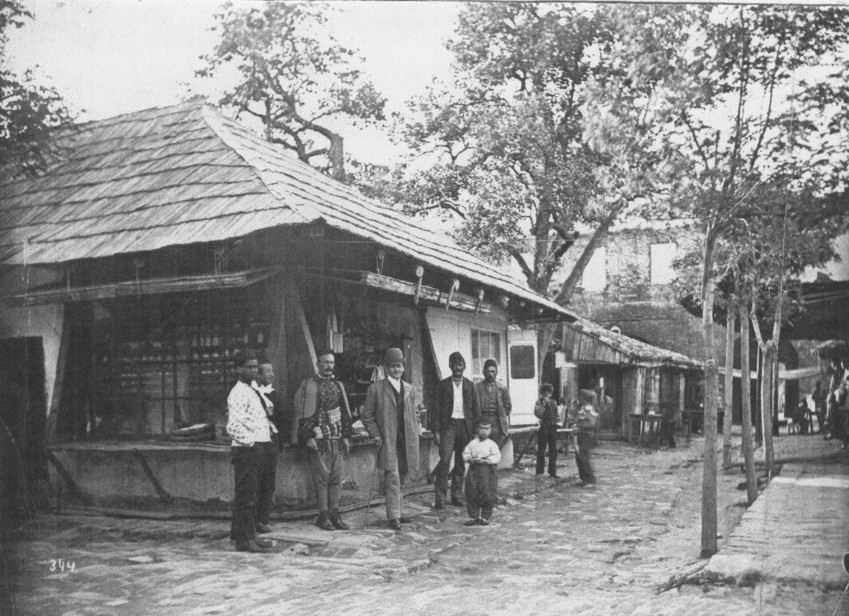
Bazarul din Insula Ada Kaleh

Islamul a fost introdus în Banat la începutul secolului al XVI-lea, deși este probabil să fi existat aici grupuri de pecenegi și cumani musulmani încă din secolul al XII-lea. Ca urmare a Bătăliei de la  Mohács din 1526, Ungaria și Transilvania au intrat sub stăpânirea Imperiului Otoman. Timișoara a devenit unul dintre principalele centre otomane, mai ales după anul 1552 când se formează Pașalâcul Timișoara. Descoperirile arheologice, gravurile, miniaturile și informațiile din relatările vremii arată că la Timișoara existau în jur de 9 moschei în cetate și 3 în afara cetății. Unele dintre acestea erau foste biserici convertite în moschei, iar altele erau clădiri construite de către turci. După anul 1716, când habsburgii preiau controlul pașalâcului, moscheile sunt demolate. Comunitatea turcă de acolo a început să migreze spre raiale sau în alte regiuni controlate de otomani.
O mică comunitate musulmană s-a aflat și pe insula Ada Kaleh, o enclavă otomană care a fost mai târziu parte a Austro-Ungariei, transferată către România în 1923. În urma construirii hidrocentrale Porțile de Fier, insula a fost evacuată și inundată în anul 1968. Localnicilor li s-a acordat dreptul de a se așeza oriunde vor ei în România sau să emigreze în Turcia. Covorul fostei moschei din Ada Kaleh este în prezent păstrat la Marea Moschee din Constanța.

### Țara Românească și Moldova
Islamul a fost introdus în Țara Românească și în Moldova de către migratorii pecenegi, cumani și tătari, între secolele XII-XIV. În timpul domniei lui Mircea cel Bătrân (1386-1418) este posibil să fi existat deja câțiva români convertiți la islam. În sprijinul acestui lucru stă un firman atribuit sultanului Baiazid I care îi cerea voievodului român respectarea libertății religioase, proclamând: "Nu trebuie să fie prigoniți, amenințați sau pedepsiți cei care mai înainte au fost creștini și au acceptat să mărturisească sfânta drept credincioasă religie mahomedană. Astfel de musulmani să nu fie puși, cu sila, să se lepede de religia musulmană pentru a se întoarce iarăși la creștinism." Multe dintre aceste cazuri de convertire erau cauzate de dorința unora dintre boierii români de a primi protecție din partea turcilor și a tătarilor sau de a se integra în ierarhia otomană. În alte situații, vorbim de mercenari sau militari convertiți, cum e cazul moldoveanului Iliaș Colceag.
Cazuri de convertire a românilor la islam au existat mai ales la nivel înalt. Iliaș al-II-lea Rareș (1546-1551), fiul cel mare al lui Petru Rareș, este primul voievod român al Moldovei convertit la islam. Un alt caz celebru este al lui Mihnea al II-lea (1577-1583), supranumit Turcitul, voievod al Țării Românești. De asemenea, se presupune că fratele lui Vlad Țepeș, Radu cel Frumos, s-ar fi convertit și el la islam.
Din secolele XVI-XVII au apărut comunități musulmane în raialele turcești: Turnu Măgurele, Giurgiu, Brăila (în Țara Românească) și Chilia, Reni, Ismail, Cetatea Albă, Tighina și Hotin (în Moldova). În toate aceste localități au fost construite și moschei sau geamii.

### București

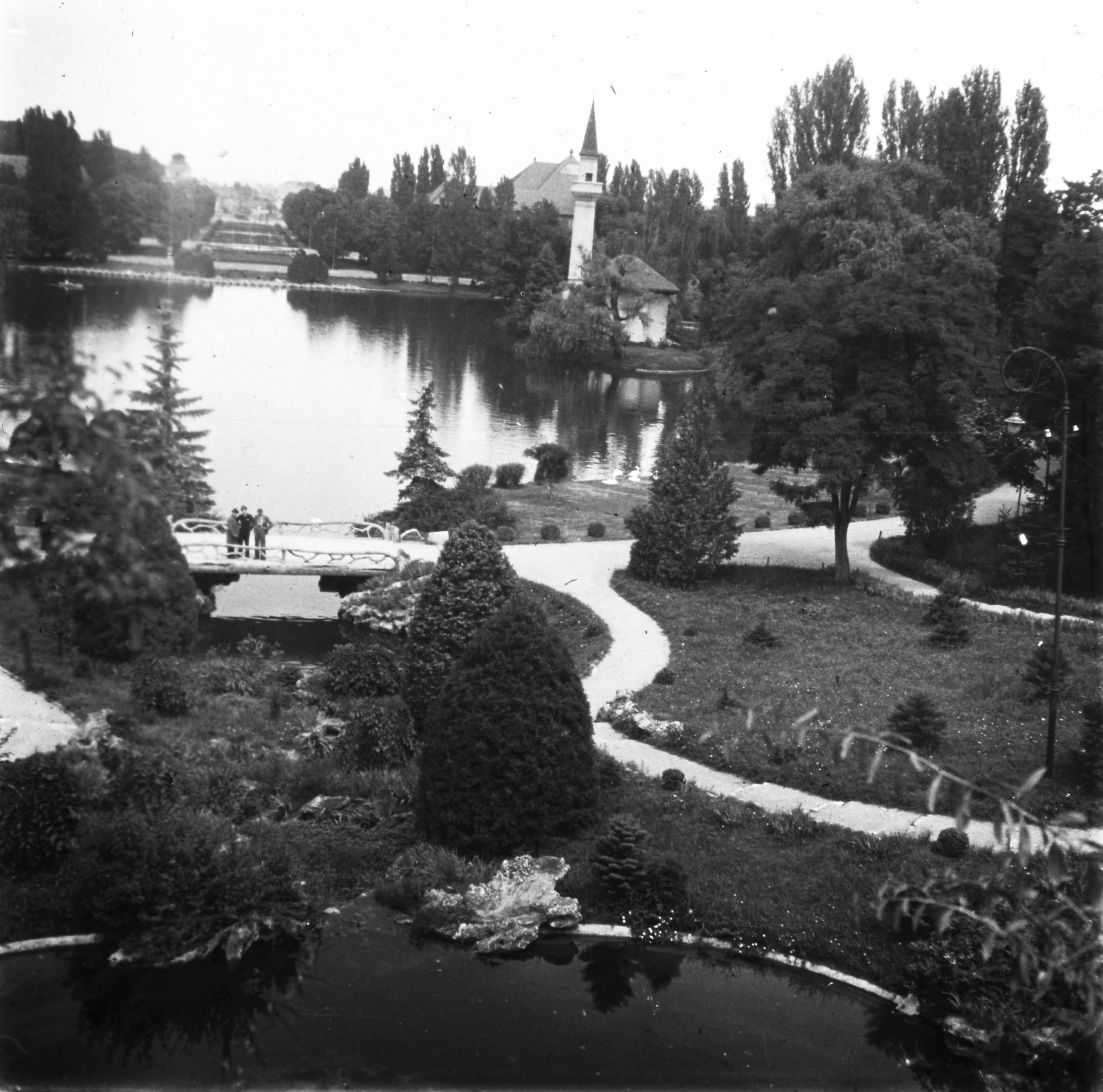
Localizarea inițială a moscheii, în Parcul Carol I.

Prima moschee din capitala României, Moscheea Carol-Hunchiar, a fost construită în anul 1906. În acel an se împlineau 40 de ani de când Carol venise ca principe străin în România și 25 de ani de la proclamarea regatului și încoronarea sa. Momentul trebuia marcat printr-o serie de evenimente. S-a hotărât, în cele din urmă, organizarea unei expoziții jubiliare pe dealul Filaret din București (actualmente Parcul Carol I, sector 5). Expoziția a constat în realizarea mai multor monumente simbolice ce aveau să "împodobească" zona viitorului parc, monumente precum Arenele Romane, Palatul Artelor sau Turnul de apă „Cetatea lui Țepeș Vodă”. Pe lângă acestea, la comanda regelui a fost proiectată și o moschee, locaș religios de cult islamic, ce avea să arate apartenența Dobrogei, fost teritoriu otoman, la Regatul României, dar și toleranța statului și respectul față de turcii și tătarii ce au luptat contra regimului otoman. Până la acest moment, nu a existat nicio moschee în București. Cel ce a proiectat întreg ansamblul a fost arhitectul francez Édouard Redont. Moscheea era localizată, în zona centrală a parcului, pe o insuliță. Numele de "Carol-Hunchiar" al moscheii se traduce din limba turcă drept  "Carol Guvernatorul". Edificiul a funcționat ca locaș de cult islamic până în anul 1959, când regimul comunist a hotărât demolarea sa pentru a face loc Monumentului Eroilor Patriei și a Luptei Poporului pentru Libertate și Socialism, actualul mausoleu al personalităților comuniste, între care Gheorghe Gheorghiu Dej. La un an însă, în 1960, regimul hotărăște să reconstruiască moscheea, dar într-o altă zonă, în afara parcului. Acest lucru se datorează faptului că România își dorea să aibe o relație politică și economică strânsă cu statele musulmane din Africa și Orientul Mijlociu, iar capitala trebuia să aibe obligatoriu o moschee.
Zona aleasă pentru reconstruirea edificiului a fost Piața Pieptănari, în zona actualei Piețe a Eroilor Revoluției, la câteva străzi distanță mai la sud de Parcul Carol I. Până la sfârșitul anilor 90', Carol-Hunchiar a fost singura moschee din București, până când au apărut alte locașuri din inițiativa unor asociații și organizații islamice private.

### Moscheea Maria
În anii 2013-2014, în satul Rediu, comuna Bâra, județul Neamț a fost ridicată Moscheea Maria – prima moschee din România construită de către cetățeni etnici români convertiți la islam și totodată, prima moschee din județul Neamț. Numele moscheii face trimitere la Fecioara Maria, respectată în islam ca mama profetului Iisus. Inițiativa ridicării edificiului i-a aparținut lui Daniel Cîniparu, român creștin-otodox convertit la islam, originar din Turda, stabilit în Rediu. Fondurile pentru construirea locașului au venit din donațiile românilor convertiți la islam sau ale altor musulmani din țară. Cu această ocazie a luat naștere și Asociația Moscheea Maria.